# Aivalykus bouceki
Aivalykus bouceki är en stekelart som beskrevs av Sergey A. Belokobylskij och Chen 2002. Aivalykus bouceki ingår i släktet Aivalykus och familjen bracksteklar. Inga underarter finns listade i Catalogue of Life.